# مارسل کراون
مارسل کراوِن (فرانسوی: Marcel Cravenne‎؛ ‏ ۲۲ نوامبر ۱۹۰۸–۶ دسامبر ۲۰۰۲) مشهور به مارسل کوهن، کارگردان، فیلم‌نامه‌نویس و تدوین‌گر اهل فرانسه بود.
از فیلم‌هایی که وی در آن‌ها نقش داشته‌است، می‌توان به ولپن اشاره نمود.